# 莫干山545号
莫干山545号又名贝勒别墅，位於浙江省湖州市德清縣莫干山景區境內。
莫干山545号建于1896年，业主为英国商人贝勒（Hayley Bell），位于山巅，并排三间，设有三个老虎窗，风格简朴。莫干山545号后转售给上海中汇银行。目前为民房。
2006年5月，莫干山545号作为莫干山別墅群的一部分，被國務院列為第六批全國重點文物保護單位。

## 外部連結
- 莫干山